# Імперська пошта
Імперська пошта (нім. Reichspost) — державний оператор телефоного зв'язку та поштових послуг Німеччини, що проіснував починаючи з 1871 року по 1919 рік, а також у період Веймарської республіки та нацизму. Очолювалася безпосередньо Імперським міністром поштових справ (Reichsminister für das Postwesen) та радою директорів (Verwaltungsrat).

## Історія

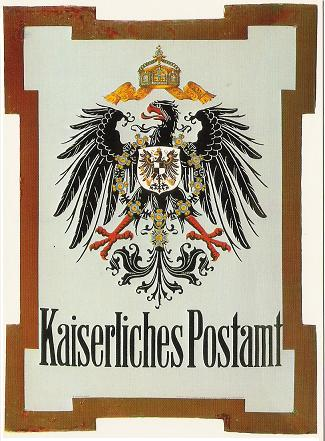
Знак імператорської пошти, близько 1900 року

Заснована шляхом об'єднання земельних поштових відомств — Прусської пошти (нім. Preußische Post) та ін. У 1925 році було створене імперське радіомовне товариство — холдинг, якому належала національна державна радіокомпанія Deutsche Welle GmbH, національна державна телекомпанія Deutscher Fernseh-Rundfunk та регіональні державні радіокомпанії. У 1947 році у західних землях Німеччини був створений оператор поштового та телефонного зв'язку Deutsche Post (далі Deutsche Bundespost). У східних землях в 1957 виникла власна державна поштова служба Deutsche Post, яка в 1990 році влилася в Deutsche Post західних земель (на той час перейменовану в Deutsche Bundespost).

## Наступник
Спочатку Райхспошта замінили поштовими відомствами, контрольованими союзниками, які надавали поштові послуги в окупаційних зонах. З 1947 об'єднане відомство обслуговувало британсько-американську зону Бізон. З утворенням двох німецьких держав у Західній Німеччині було створено Deutsche Bundespost (федеральна пошта Німеччини), а Східної Німеччини — Deutsche Post. Крім того, була окрема Deutsche Bundespost Berlin для Західного Берліна, а також поштове відомство Саара (1947—1956).
Після возз'єднання Німеччини 1990 року державна компанія Bundespost продовжувала функціонувати як єдиний постачальник поштових послуг до 1995 року, коли поштові, телекомунікаційні та банківські підрозділи було виділено окремі організації. Зрештою Deutsche Bundespost стала акціонерною холдинговою компанією Deutsche Post AG.